# Palazzo Dupold
Der Palazzo Dupold ist ein Palast aus dem 16. Jahrhundert im Viertel San Ferdinando in Neapel in der italienischen Region Kampanien. Er liegt im Vico Santo Spirito di Palazzo, 46.

## Geschichte
Durch die Volkszählung am Hügel von Pizzofalcone, die Antonio Galluccio 1689 durchführte, wissen wir, dass der im 16. Jahrhundert errichtete Palast im Jahre 1662 dem Kapitän Giovanni Ortiz und seiner Gattin, Anna della Quadra gehörte, und, dass er nach deren Tod in Ermangelung von Erben testamentarisch dem Monastero della Solitaria gestiftet wurde, das das Anwesen lange behielt. Das provisorische Kataster, das Joachim Murat 1815 anlegen ließ, schreibt das Anwesen einer Fassade und einem Tor im Vico Santo Spirito di Palazzo, 46 zugunsten der „Mönche der Solitaria und durch sie dem Herrn Dupold“ zu. Somit kann man annehmen, dass ein Herr Dupold in eben diesen Jahren, in denen das Kataster erstellt wurde, das Gebäude gekauft hatte. Diese Jahre waren in Neapel durch massive Konfiszierungen charakterisiert, die die „bonapartisch-muratianische“ Monarchie, die zum Schaden der religiösen Orden sehr weltlich orientiert war, durchführen ließ.
Heute ist der Palast ein guterhaltenes Mietshaus – die letzte Restaurierung der Fassade wurde 2019 durchgeführt – und steht unter ausschließlicher Verwaltung der Soprintendenza von Neapel.

## Beschreibung
Der sechsstöckige Palast zeigt eine kahle Fassade, an deren Basis sich ein hohes und einfaches Rundbogenportal aus Piperno öffnet. Das Element, das die Gesamtarchitektur des Gebäudes am meisten aus der Anonymität holt, ist die bemerkenswerte, offene Treppe aus dem 18. Jahrhundert mit drei Bögen pro Ebene, die sich an der Rückwand des ersten Innenhofes erhebt und ihn gleichzeitig vom zweiten Innenhof trennt.